# Armada Imperial Rusa
La Armada Imperial Rusa fue la armada del Imperio ruso, fechada frecuentemente desde 1696 hasta la Revolución de Febrero de 1917.

## Trasfondo
En 1636, bajo el zar Mijaíl Fiódorovich, se terminó de construir en Rusia el primer barco de cuatrocientos mástiles. Fue construido en Balajná por constructores navales daneses de Holstein según el diseño europeo y bautizado Frederick. Durante su viaje inaugural en el mar Caspio, el Frederick desafortunadamente se topó con una borrasca y se hundió.
Durante la Guerra ruso-sueca (1656-1658), las fuerzas rusas capturaron las fortalezas suecas de Dünaburg y Kokenhusen en el Dviná occidental, siendo rebautizadas como Borisoglebsk y Tsarévichev-Dmítriyev respectivamente. El boyardo Afanasi Ordín-Nashchokin fundó un astillero en la fortaleza Tsarévichev-Dmítriev y empezó a construir navíos para navegar en el mar Báltico. Sin embargo, en 1661 Rusia fue obligada a aceptar los duros términos del Tratado de Cardis. Según éstos, Rusia devolvía a Suecia todos los territorios capturados y se ordenó la destrucción de todos los navíos construidos en Tsarévichev-Dmítriev.
Dejando atrás la derrota, Ordín-Nashchokin centró su atención en el río Volga y el mar Caspio. Con la venia del zar, el boyardo trajo expertos constructores navales holandeses a la ciudad de Dedínovo, cerca de la confluencia de los ríos Oká y Volga. La construcción de barcos se inició en el inverno de 1667. En dos años, se construyeron cuatro navíos: una galera de 22 cañones, bautizada Орёл (Oriol, águila en ruso), y tres barcos más pequeños. El malogrado Frederick había sido un navío Holstein; el Oriol fue el primer barco de vela ruso de tres palos y diseño europeo, pero tuvo un final igualmente desafortunado. El barco fue capturado en Astracán por los cosacos sublevados al mando de Stenka Razin. Los cosacos saquearon el Oriol y lo abandonaron, semisumergido, en un estuario del Volga.
Durante la mayor parte del siglo XVII, los mercaderes rusos y los cosacos, empleando barcos koch, navegaban a través del mar Blanco, explorando los ríos Amur, Lena, Kolymá e Indiguirka, fundando asentamientos en la región del alto Amur. Sin lugar a dudas, el más famoso explorador ruso fue Semión Dezhniov, que en 1648 navegó a lo largo de toda la actual Rusia por el océano Ártico. Rodeando la península de Chukotka, Dezhniov pasó a través del mar de Bering y llegó al océano Pacífico.

## Reinado de Pedro el Grande

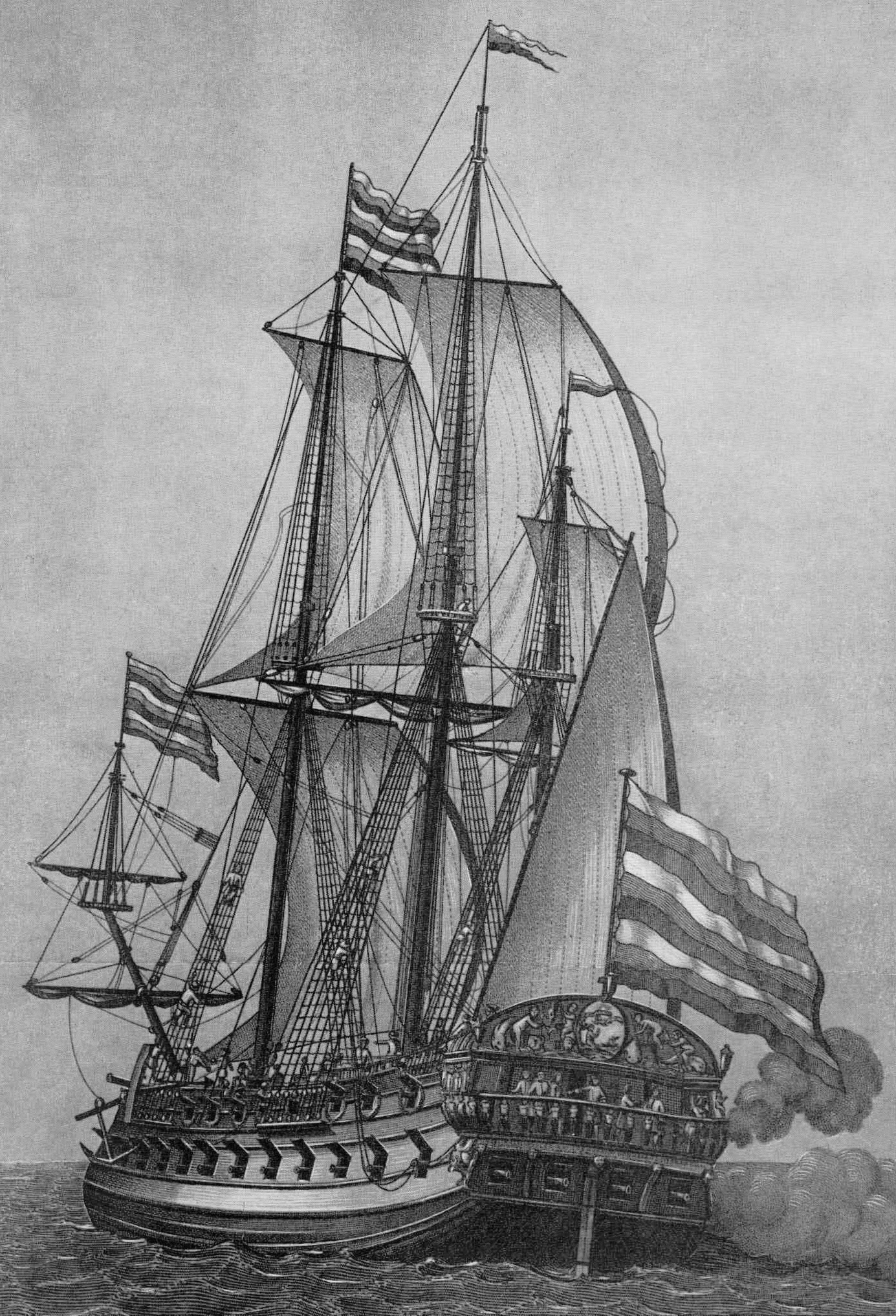
El Goto Predestinatsia, buque insignia de la flotilla de Azov hasta 1711.

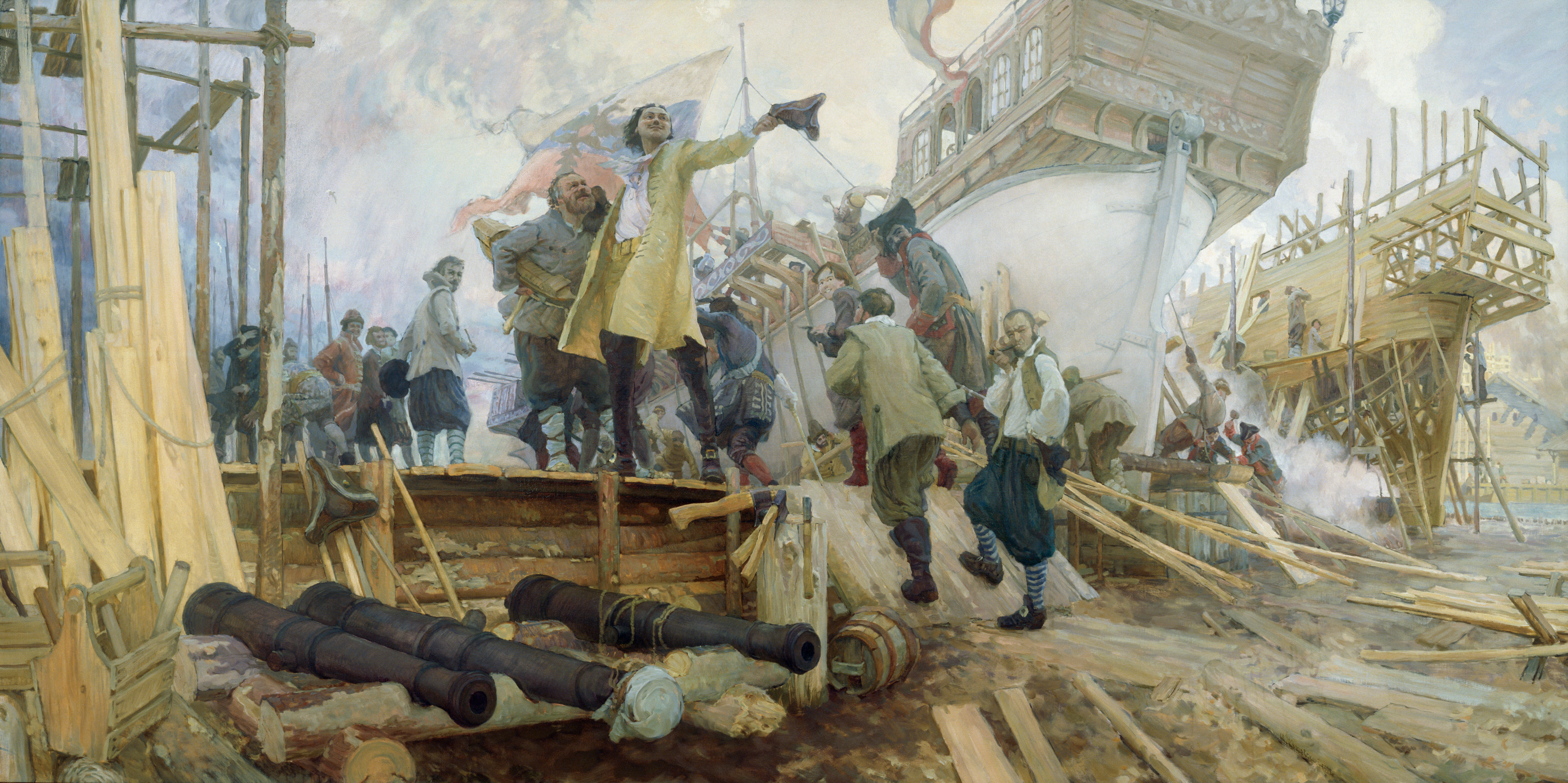
Pedro I en la construcción de la flota (óleo sobre lienzo, 2009).

La creación de la Armada Imperial Rusa regular tuvo lugar durante el reinado de Pedro el Grande. Durante la Segunda campaña de Azov (1696) contra Turquía, los rusos emplearon por primera vez 2 buques de guerra, 4 brulotes, 23 galeras y 1.300 strugs, construidos en el río Vorónezh. Tras la ocupación de la fortaleza de Azov, la Duma de los boyardos revisó el reporte de Pedro sobre la campaña militar y el 20 de octubre de 1696 emitió un decreto para iniciar la construcción de la Armada. Esta fecha es considerada el cumpleaños oficial de la Armada Imperial Rusa regular.
Durante la Gran Guerra del Norte (1700-1721), los rusos construyeron la Flota del Báltico. La construcción de la flota a remos (flota de galeras) tuvo lugar entre 1702 y 1704 en varios astilleros (situados en los estuarios de los ríos Sias, Luga y Olonka). Para poder ser capaces de defender la línea costera conquistada y atacar las comunicaciones marítimas del enemigo en el mar Báltico, los rusos crearon una flota de velas a partir de los barcos construidos en Rusia e importados del extranjero. Entre 1703-1723, la principal base de la Flota del Báltico estuvo situada en San Petersburgo y luego en Kronstadt. También se crearon bases en Reval (Tallin) y en Víborg tras su cesión por Suecia luego de la guerra de 1741-1743. Inicialmente, el Vladímirski Prikaz estaba a cargo de la construcción de barcos. Posteriormente, estas funciones fueron transferidas al Admiralteiski prikaz.
La Armada Imperial Rusa tenía en 1745 130 barcos de vela, incluyendo 36 navíos de línea, 9 fragatas, 3 shnyavas (шнява -  un barco ligero de dos palos empleado para reconocimiento y enlace), 5 barcos bombarderos y 77 navíos auxiliares. La flota a remos consistía de 396 navíos, incluyendo 253 galeras y semigaleras (llamadas скампавеи, o scampavei; una galera ligera y veloz) y 143 bergantines. Los barcos eran construidos en 24 astilleros, entre los cuales figuraban los de Vorónezh, Kazán, Pereslavl en el lago Pleshchéyevo, Arjánguelsk, Olonets, Petersburgo y Astracán.
Los oficiales navales para la flota provenían de la nobleza y los marineros eran reclutas. El servicio en la Armada era vitalicio. Los hijos de nobles eran educados para el servicio naval en la Escuela de Matemáticas y Navegación de Moscú, que había sido fundada en 1701 en la Torre Sújarev. Frecuentemente, los estudiantes eran enviados al extranjero para entrenarse en las flotas de otros países. También era habitual contratar extranjeros con gran experiencia naval para servir en la Armada rusa, tales como el noruego-holandés Cornelius Cruys, el griego Iván Botsis o el escocés Thomas Gordon. En 1718, se estableció el Almirantazgo (Адмиралтейств-коллегия) como la más alta autoridad naval en Rusia.

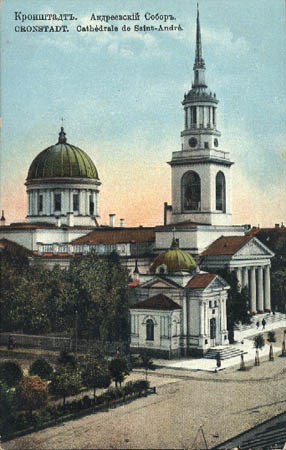
La catedral naval de Kronstadt fue una de varias catedrales de la Armada Imperial Rusa.

Los principios organizativos de la Armada Imperial Rusa, los métodos educativos y de entrenamiento para preparar futuros oficiales, así como los métodos para llevar a cabo acciones militares fueron resumidos en la Carta Naval de 1720, firmada por el propio Pedro I. Generalmente se le atribuye a Pedro el Grande, Fiódor Apraxin, Alekséi Senyavin, Naum Senyavin, Mijaíl Golitsyn y otros el desarrollo del arte ruso de la guerra naval. Los principios fundamentales de la guerra naval fueron desarrollados posteriormente por Grigori Spirídov, Fiódor Ushakov y Dmitri Senyavin.

## sigloXVIII

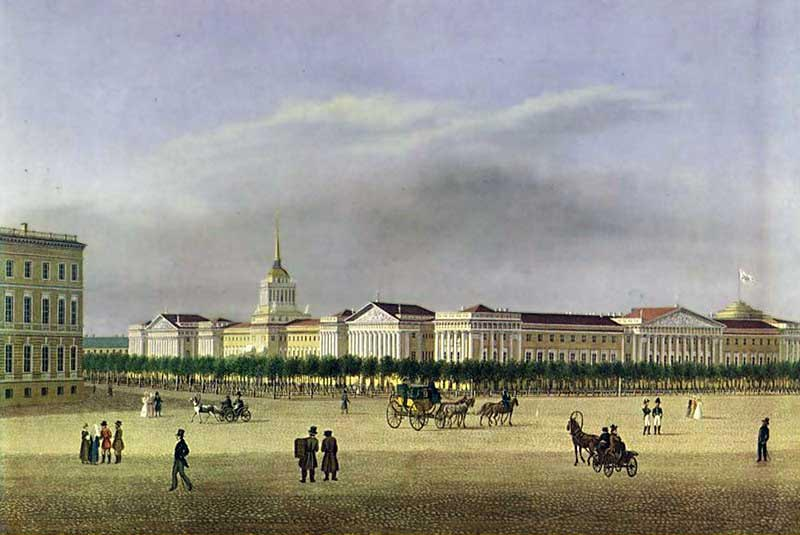
Cuarteles generales del Almirantazgo de San Petersburgo, en la década de 1810.

En la segunda mitad del siglo XVIII, la Armada Imperial Rusa se fortaleció debido a la activa política externa rusa y a las Guerras ruso-turcas por la supremacía en el mar Negro. Rusia envió por primera vez sus escuadras desde el mar Báltico a distantes teatros de operaciones (véase Revuelta de Orlov). La escuadra del almirante Spirídov obtuvo la supremacía en el mar Egeo al destruir a la armada otomana en la batalla de Česhme en 1770. En 1771, el Ejército Imperial Ruso conquistó las costas del estrecho de Kerch y las fortalezas de Kerch y Yeni-Kale.
Tras haber avanzado hacia el Danubio, los rusos formaron la Flotilla Militar del Danubio a fin de vigilar el estuario del Danubio y en 1771 fueron invitados a la República de Ragusa. El caviar de beluga del Danubio era famoso y los mercaderes de la República de Ragusa dominaron su importación en Serbia junto al Imperio austríaco. En 1773, los navíos de la Flotilla de Azov (recreada en 1771) zarparon hacia el mar Negro. La guerra ruso-turca de 1768-1774 tuvo un final victorioso para Rusia, que ganó las costas del mar de Azov y una parte de la línea costera del mar Negro entre los ríos Bug y Dniéster. Crimea fue declarada independiente bajo protectorado ruso y pasaría a ser parte del Imperio ruso en 1783. En 1778, los rusos fundaron el puerto de Jersón. Fue en esta ciudad que el primer blindado de la Flota del Mar Negro fue comisionado en 1783. Un año más tarde, ya era una escuadra.

## sigloXIX
En la segunda mitad del siglo XVIII e inicios del siglo XIX, la Armada Imperial Rusa tenía la tercera flota más grande del mundo después de Gran Bretaña y Francia. La Flota del Mar Negro poseía 5 navíos de línea y 19 fragatas (1787), la Flota del Báltico tenía 23 navíos de línea y 130 fragatas (1788). A inicios del siglo XIX, la Armada Imperial Rusa estaba formada por las flotas del Báltico y el mar Negro, la Flotilla del Caspio, la Flotilla del Mar Blanco y la Flotilla del Mar de Ojotsk. En 1802, se estableció el Ministerio de Marina Militar (rebautizado como Ministerio Naval en 1815).
Los rusos construyeron en 1826 su primer barco de vapor armado, el Izhora (con una potencia de 98,7 CV), equipado con ocho cañones. En 1836, construyeron la primera fragata de ruedas de la Armada Imperial Rusa, llamada Bogatyr (con un desplazamiento de 1.340 t y armada con 28 cañones). Entre 1803 y 1806 el almirante Adam Johann von Krusenstern dirigió la primera circunnavegación de la Armada Imperial rusa. Entre 1803 y 1855, los marineros rusos hicieron más de 40 circunnavegaciones y viajes de larga distancia, la mayoría de ellos siendo para apoyar a sus colonias del Pacífico en Alaska, California y los puertos de la costa oriental de Siberia. Estos viajes jugaron un importante papel en la exploración del Lejano Oriente, diversos océanos y contribuyeron con importantes materiales de investigación científica y descubrimientos en los teatros de operaciones del Pacífico, Ártico y Antártico.

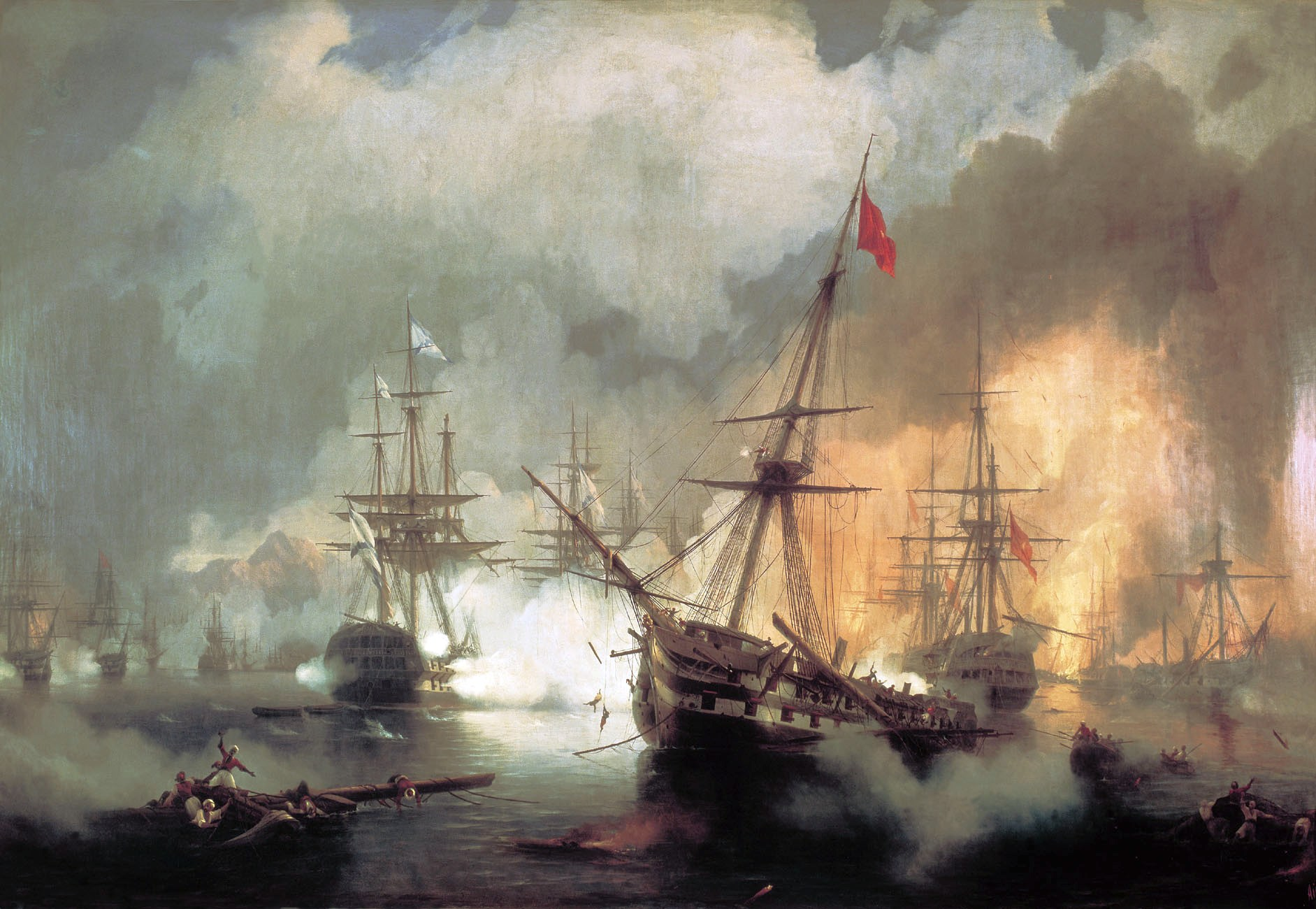
La batalla de Navarino, por Iván Aivazovski, mostrando a la escuadra rusa avanzando en línea (al centro-izquierda, banderas blancas con aspas azules) y bombardeando a la flota otomana (derecha, con banderas rojas).

En 1863, durante la Guerra de Secesión, las flotas del Atlántico y el Pacífico de la Armada Imperial Rusa pasaron el invierno en los puertos estadounidenses de Nueva York y San Francisco respectivamente. Algunos historiadores acreditan esta visita como un importante factor en evitar la entrada a la guerra de Francia e Inglaterra como aliados de la Confederación. Delahaye afirma que Rusia, además de apoyar a la Unión, también se estaba preparando para una guerra con Francia e Inglaterra en caso de que intervinieran en la insurrección polaca de 1863. La Armada Imperial Rusa era débil y podía ser fácilmente bloqueada en sus puertos, pero si se encontraba en los Estados Unidos cuando empezara la guerra, podía atacar con mayor facilidad las rutas comerciales francesas y británicas.
La Armada Imperial Rusa continuó su expansión en las postrimerías del siglo XIX, llegando a ser la tercera flota más grande del mundo después de Gran Bretaña y Francia. La expansión se aceleró bajo el zar Nicolás II, que fue influenciado por el teórico naval estadounidense Alfred Thayer Mahan. La industria rusa, a pesar de su creciente capacidad, no era capaz de cumplir con las necesidades y algunos barcos fueron ordenados a Gran Bretaña, Francia, Alemania, Estados Unidos y Dinamarca. Los arquitectos navales franceses tuvieron una considerable influencia sobre los diseños rusos.

## La guerra de Crimea y sus consecuencias

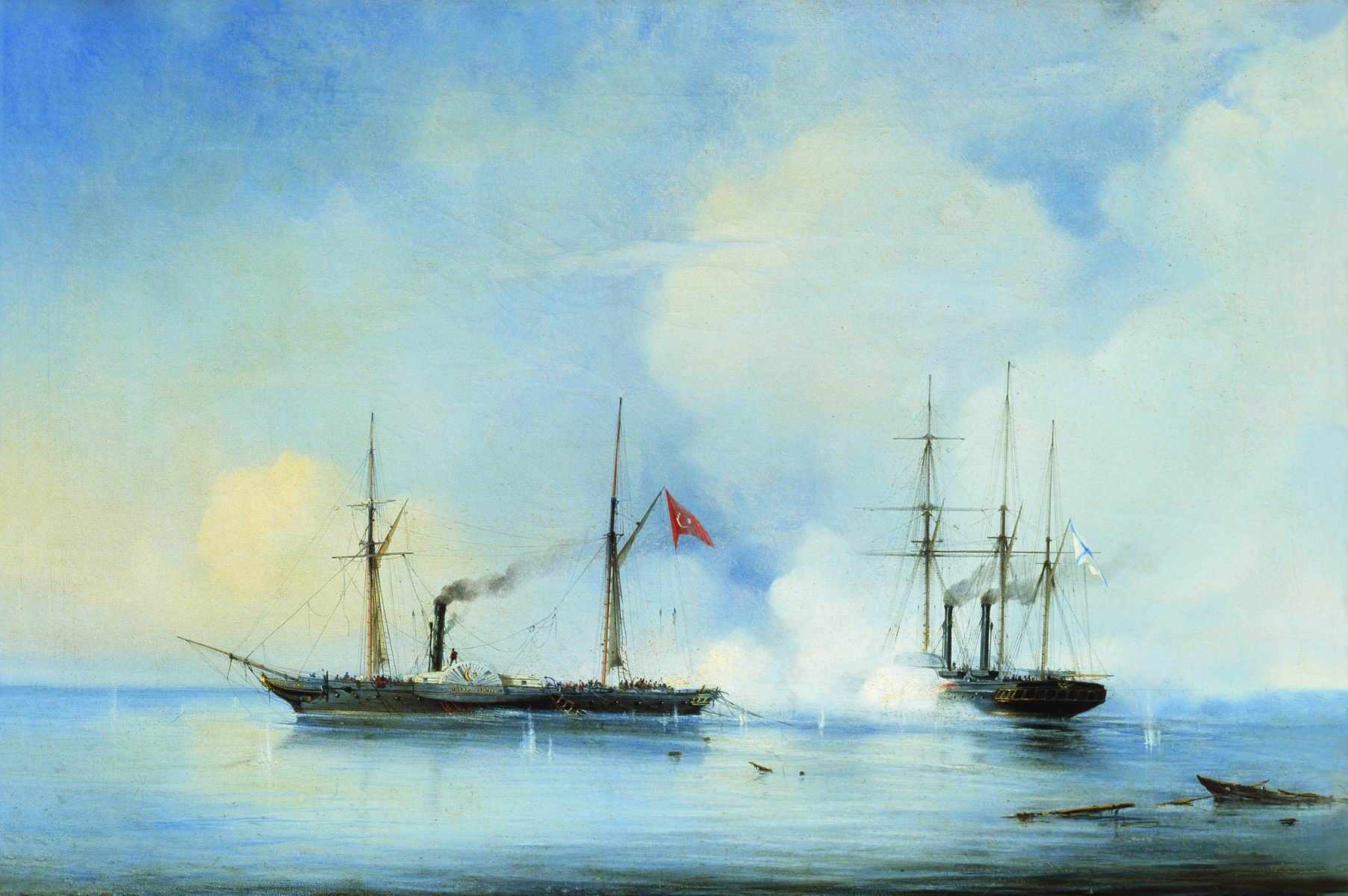
Combate entre la fragata de ruedas rusa Vladímir y la fragata de ruedas turca Pervaz-i Bahri el 5 de noviembre de 1853 —primer combate entre buques de vapor en la historia—.

El lento desarrollo técnico y económico de Rusia en la primera mitad del siglo XIX, hizo que se quedara a la zaga de otros países europeos en el campo de la construcción de barcos de vapor. Al inicio de la Guerra de Crimea en 1853, Rusia tenía la Flota del Báltico y la Flota del Mar Negro, la Flotilla de Arjánguelsk, la Flotilla del Caspio y la Flotilla del Mar de Ojotsk (en total, 40 blindados, 15 fragatas, 24 corbetas y brigs, 16 fragatas de vapor, etc).
El número total del personal de todas las flotas era de 91.000 hombres. A pesar de esto, el anacrónico sistema de servidumbre tuvo un efecto adverso en el desarrollo de la Armada Imperial Rusa. Era especialmente usual en la Flota del Báltico, conocida por su severo entrenamiento.
Gracias a los almirantes Mijaíl Lázarev, Pável Najímov, Vladímir Kornílov y Vladímir Istomin, los marineros de la Flota del Mar Negro aprendieron el arte de la guerra y continuaron las tradiciones de la Armada Imperial Rusa, formadas en los tiempos del Almirante Fiódor Ushakov.
En la Batalla de Sinope de 1853, la Flota del Mar Negro al mando de Najímov hizo una cierta cantidad de innovaciones tácticas. Durante el sitio de Sebastopol de 1854-1855, los marineros rusos emplearon todos los medios posibles para defender su base de ataques desde tierra y desde el mar. Según las cláusulas del Tratado de París, Rusia perdió su derecho a tener una flota militar en el mar Negro. En la década de 1860, la flota rusa propulsada por velas perdió su importancia y fue gradualmente reemplazada por barcos de vapor.
Tras la Guerra de Crimea, Rusia empezó a construir ironclads de vapor, monitores y baterías flotantes. Estos barcos tenían potentes cañones y un grueso blindaje, pero les faltaban navegabilidad, velocidad y autonomía. En 1861, construyeron el primer ironclad blindado con acero, el Ópyt (Опыт). En 1869, los rusos empezaron a construir uno de los primeros ironclads de alta mar, el Piotr Veliki (Пётр Великий o Pedro el Grande).

## Guerra ruso-japonesa

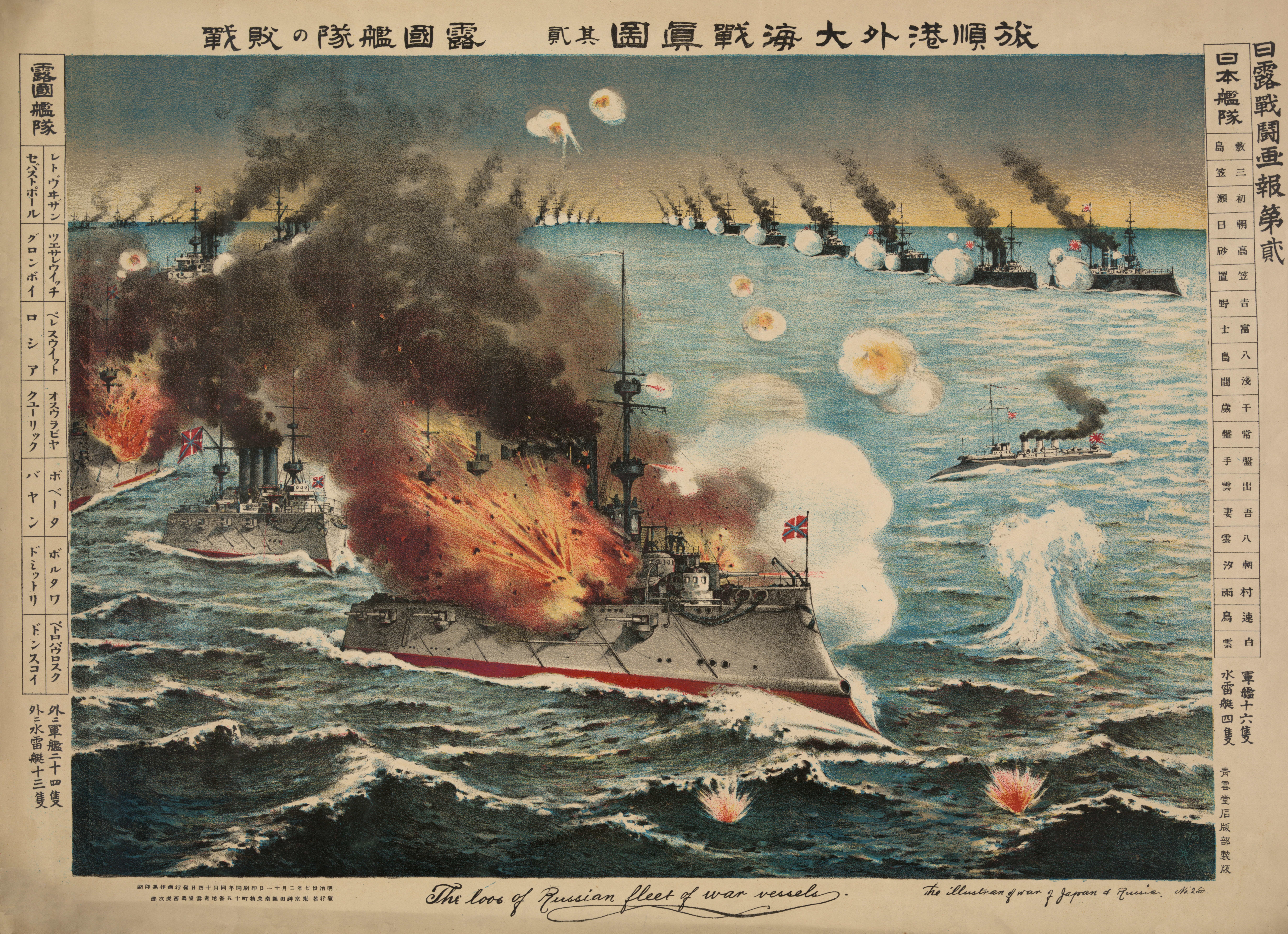
Batalla de Port Arthur, grabado japonés de 1904.

En la noche del 8 de febrero de 1904, la flota de la Armada Imperial Japonesa al mando del Almirante Tōgō Heihachirō dio inicio a la guerra con un ataque sorpresa de cazatorpederos contra los barcos rusos en Port Arthur, dañando gravemente a dos acorazados. Los ataques derivaron en la Batalla de Port Arthur a la mañana siguiente. Siguió una serie de enfrentamientos navales indecisivos, donde los japoneses fueron incapaces de atacar con éxito a la flota rusa por la cobertura de las baterías costeras (cañones costeros) del puerto y la negativa de los rusos de abandonar el puerto, especialmente tras la muerte del Almirante Stepán Makárov el 13 de abril de 1904.
Luego del ataque a Port Arthur, los japoneses trataron de negarles a los rusos el uso del puerto. En la noche del 13 al 14 de febrero, los japoneses trataron de bloquear la entrada a Port Arthur mediante el hundimiento de varios barcos de vapor llenos de cemento en el profundo canal que lleva al puerto. Pero los barcos de vapor, desviados de su curso por los disparos de la artillería rusa, no pudieron ser hundidos en los lugares designados y fueron ineficaces. Otro intento por bloquear la entrada del puerto hundiendo barcos en la noche del 3 al 4 de mayo también falló. 

### Instalación de minas marinas
En marzo, el enérgico Vicealmirante Stepán Makárov (1849-1904) tomó el mando de la Primera Escuadra Rusa del Pacífico con la intención de romper el bloqueo de Port Arthur. Para entonces, ambos bandos empezaron a llevar a cabo una política de minado ofensivo táctico, instalando minas marinas en los puertos de cada uno. Esta fue la primera vez en la guerra naval que las minas eran empleadas con fines ofensivos. En el pasado, las minas solamente eran empleadas con fines puramente defensivos al mantener los puertos a salvo de buques de guerra invasores.
La política japonesa de minado fue efectiva al restringir el movimiento de los barcos rusos fuera de Port Arthur, cuando el 12 de abril de 1904 dos acorazados, el buque insignia Petropávlovsk y el Pobeda ingresaron a un campo de minas japonesas cerca de Port Arthur y ambos golpearon minas. El Petropávlovsk se hundió en una hora, mientras que el Pobeda tuvo que ser remolcado a Port Arthur para extensas reparaciones. Makárov murió a bordo del Petropávlovsk.
Sin embargo, los rusos rápidamente aprendieron la táctica japonesa del minado ofensivo y decidieron emplear la misma estrategia. El 15 de mayo, dos acorazados japoneses, el Yashima y el Hatsuse, fueron atraídos hacia un campo de minas rusas recientemente instaladas cerca de Port Arthur y ambos golpearon al menos dos minas. El Yashima se hundió en minutos, con 450 marineros a bordo, mientras que el Hatsuse se hundió cuando era remolcado unas pocas horas después.
La flota rusa intentó salir de Port Arthur y enrumbar hacia Vladivostok, pero fue interceptada y dispersada en la Batalla del Mar Amarillo. El remanente de la flota rusa se quedó en Port Arthur, donde los barcos fueron lentamente hundidos por la artillería del ejército sitiador. Los intentos de socorrer la ciudad por tierra también fallaron y luego de la Batalla de Liaoyang a fines de agosto, los rusos se retiraron a Mukden (Shenyang). Port Arthur finalmente cayó el 2 de enero de 1905, tras una serie de brutales asaltos y muchas bajas.

### Submarinos rusos
Para el 25 de junio, la Armada Imperial Rusa había comprado en secreto su primer submarino militar (llamado Madam) a la Electric Boat Company de Isaac Rice. Este submarino fue originalmente construido bajo la dirección de Arthur Leopold Busch como la lancha torpedera estadounidense Fulton. Era un prototipo del Holland Tipo 7, conocido como submarino Clase Adder/Clase Plunger. Para el 10 de octubre, el primer submarino de la Armada Imperial Rusa fue oficialmente comisionado en servicio y transportado a la costa oriental cerca de Vladivostok, donde fue rebauizado Som (siluro, en ruso). Este primer submarino ruso no estuvo listo a tiempo para la guerra ruso-japonesa. La razón de esta demora se debió en parte al tardío embarque de los torpedos que fueron ordenados en Alemania a inicios de 1905. Rusia ordenó pronto más submarinos del mismo diseño básico y fueron construidos bajo contrato con la Holland Company por la Compañía Constructora de Barcos Neva de San Petersburgo.
En 1903, los astilleros Germaniawerft de Kiel terminaron de construir el primer submarino alemán funcional, el Forelle. El submarino fue inspeccionado por el Kaiser Guillermo II de Alemania y el Príncipe Enrique hizo una breve travesía en el navío. En abril de 1904, la Armada Imperial Rusa compró al Forelle y ordenó dos submarinos más de la Clase Karp. Estos navíos, al igual que el Forelle, fueron transportados a la zona de guerra por el Transiberiano.
Germaniawerft, bajo la supervisión del ingeniero naval de origen español Raimundo Lorenzo D´Equivilley-Montjustin, continuó su trabajo en los submarinos Clase Karp, mejorando y modificando a uno de ellos en el primer U-Boot, el SM U-1, que fue comisionado en la Armada Imperial Alemana el 14 de diciembre de 1906. El U-1 fue retirado en 1919 y actualmente está expuesto en el Deutsches Museum de Múnich.
Debido al bloqueo de la base naval de Port Arthur en 1904, la Armada Imperial Rusa despachó sus submarinos remanentes a Vladivostok y para fines de 1904, el último de los siete submarinos llegó a su nueva base. Usando a los siete submarinos, la Armada Imperial Rusa creó en Vladivostok el 1 de enero de 1905 la primera flota operativa de submarinos del mundo. El 14 de febrero de 1905, la nueva flota submarina inició su primera patrulla de combate con el Som y el Delfín. Como las patrullas variaban de 24 horas hasta unos cuantos días, el primer contacto de la flota de submarinos con el enemigo tuvo lugar el 29 de abril de 1905, cuando las lanchas torpederas japonesas lanzaron sus torpedos contra el Som. Al no lograr impactarlo, éstas se retiraron. El 1 de julio, el submarino de la Armada Imperial Rusa Keta hizo contacto con dos lanchas torpederas japonesas en el estrecho de Tartaria. El Keta no pudo sumergirse lo suficientemente rápido para poder lanzar sus torpedos y ambos adversarios rompieron contacto.

### La batalla decisiva: Tsushima

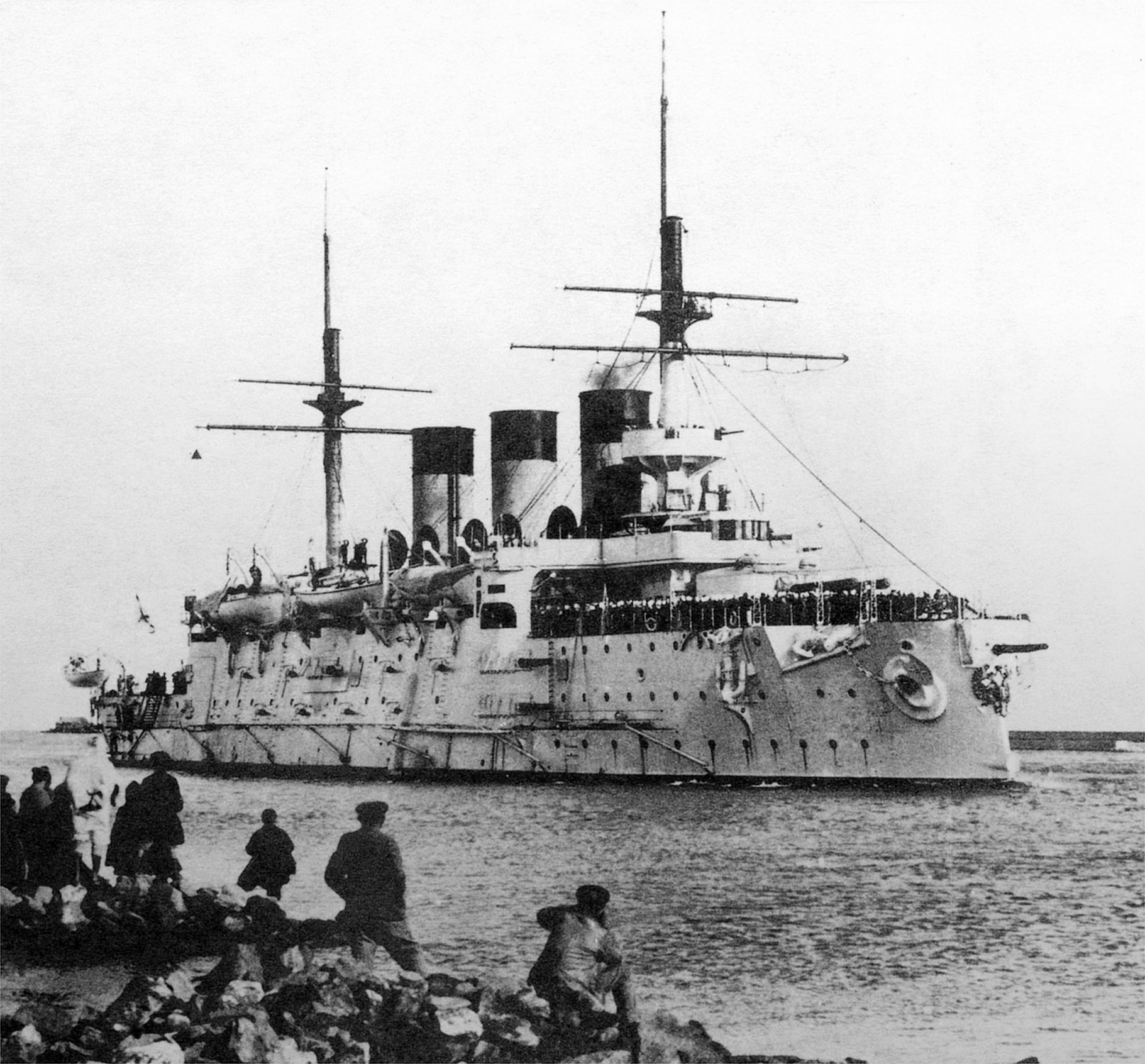
El acorazado ruso Osliabia, el primer acorazado hundido en la Batalla de Tsushima en 1905.

Los rusos ya se estaban preparando para reforzar su flota el año anterior, enviando elementos de la Flota del Báltico (la Segunda Escuadra del Pacífico) al mando del Almirante Zinovi Rozhéstvenski a Asia rodeando el cabo de Buena Esperanza, un viaje de más de 29.000 km (16.000 millas náuticas). El 21 de octubre de 1904, mientras pasaban cerca del Reino Unido (aliado de Japón, pero neutral en esta guerra), casi provocaron una guerra con el Incidente del banco Dogger al disparar contra barcos pesqueros británicos que fueron confundidos con lanchas torpederas japonesas.
La duración del viaje de la Flota del Báltico significó que el Almirante Tōgō estaba al tanto de su progreso e hizo planes para encontrarla antes que pueda llegar al puerto de Vladivostok. Él la interceptó en el estrecho de Tsushima entre Corea y Japón, en la mañana del 27 de mayo de 1905. A pesar de que ambas flotas de acorazados estaban en igualdad de condiciones respecto a los más recientes avances tecnológicos navales, con los diseños británicos representando a la Armada Imperial Japonesa y los diseños franceses siendo predominantemente preferidos por las flotas rusas, fue la experiencia de combate que Tōgō había adquirido en las batallas navales de Port Arthur y el mar Amarillo en 1904 lo que le dio ventaja sobre el novato Almirante Rozhéstvenski durante la batalla de Tsushima el 27 de mayo. Al final del día, casi todos los acorazados de Rozhéstvenski habían sido hundidos, inclusive el buque insignia Kniaz Suvórov; al día siguiente, el Almirante Nebogátov, que había relevado a Rozhéstvenski debido a sus heridas, rindió el remanente de la flota al Almirante Tōgō. Los rusos perdieron 11 acorazados (7 destruidos: Kniaz Suvórov, Osliabia, Imperator Aleksandr III, Borodino, Navarin, Almirante Ushakov, Sissoi Veliki; y 4 capturados: Oriol, Imperator Nikolái I, General-Almirante Apraksin y Almirante Seniavin), además de otros 14 buques hundidos (cruceros, destructores... como el Almirante Najímov, el Vladímir Monómaco, o el Dmitri Donskói, entre otros).

## Reconstrucción antes de la Primera Guerra Mundial

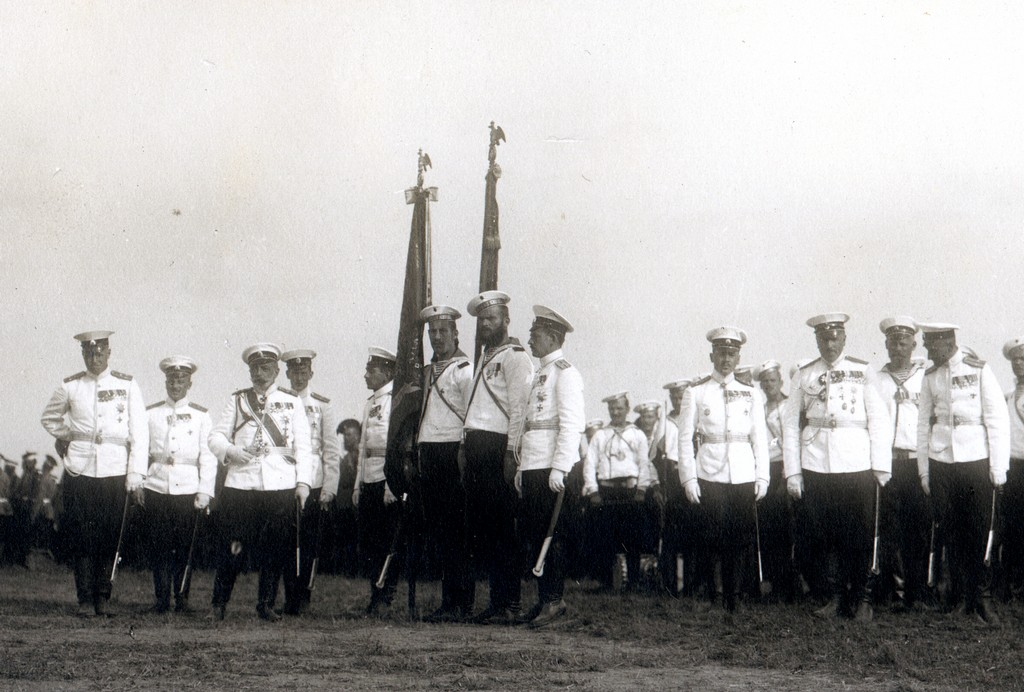
Oficiales e infantes de marina de la guardia en 1912.

Al final de la guerra ruso-japonesa en 1905, Rusia pasó de ser la tercera potencia naval a la sexta potencia naval. El centro de las actividades navales rusas pasó del Lejano Oriente al Báltico. La misión de la Flota del Báltico fue defender el mar Báltico y San Petersburgo de los alemanes.
El zar Nicolás II creó un Alto Mando Naval en 1906. Al inicio, se dirigió la atención en crear una flota de buques minadores y otra de submarinos. En 1907-1908 se presentó ante la Duma un ambicioso programa de expansión naval, pero fue rechazado. La Crisis bosnia de 1909 forzó una reconsideración estratégica y se ordenaron para la Flota del Báltico los nuevos acorazados Clase Gangut, cruceros y destructores. Un empeoramiento de las relaciones con Turquía significaba que también debían ordenarse nuevos barcos para la Flota del Mar Negro, inclusive los acorazados Clase Imperatritsa Mariya. Los gastos navales rusos ascendieron a 519.000.000 de dólares, situándose en quinto lugar después de Gran Bretaña, Alemania, Estados Unidos y Francia.
El programa de rearme incluía un significativo elemento de participación extranjera con varios barcos (incluyendo al crucero Rurik) y maquinarias ordenadas a empresas extranjeras. Tras el inicio de la Primera Guerra Mundial, los barcos y equipos que estaban siendo construidos en Alemania fueron confiscados. Los equipos británicos demoraban en llegar a Rusia, o eran desviados para apoyar a los aliados occidentales.

## Primera Guerra Mundial

### Mar Báltico

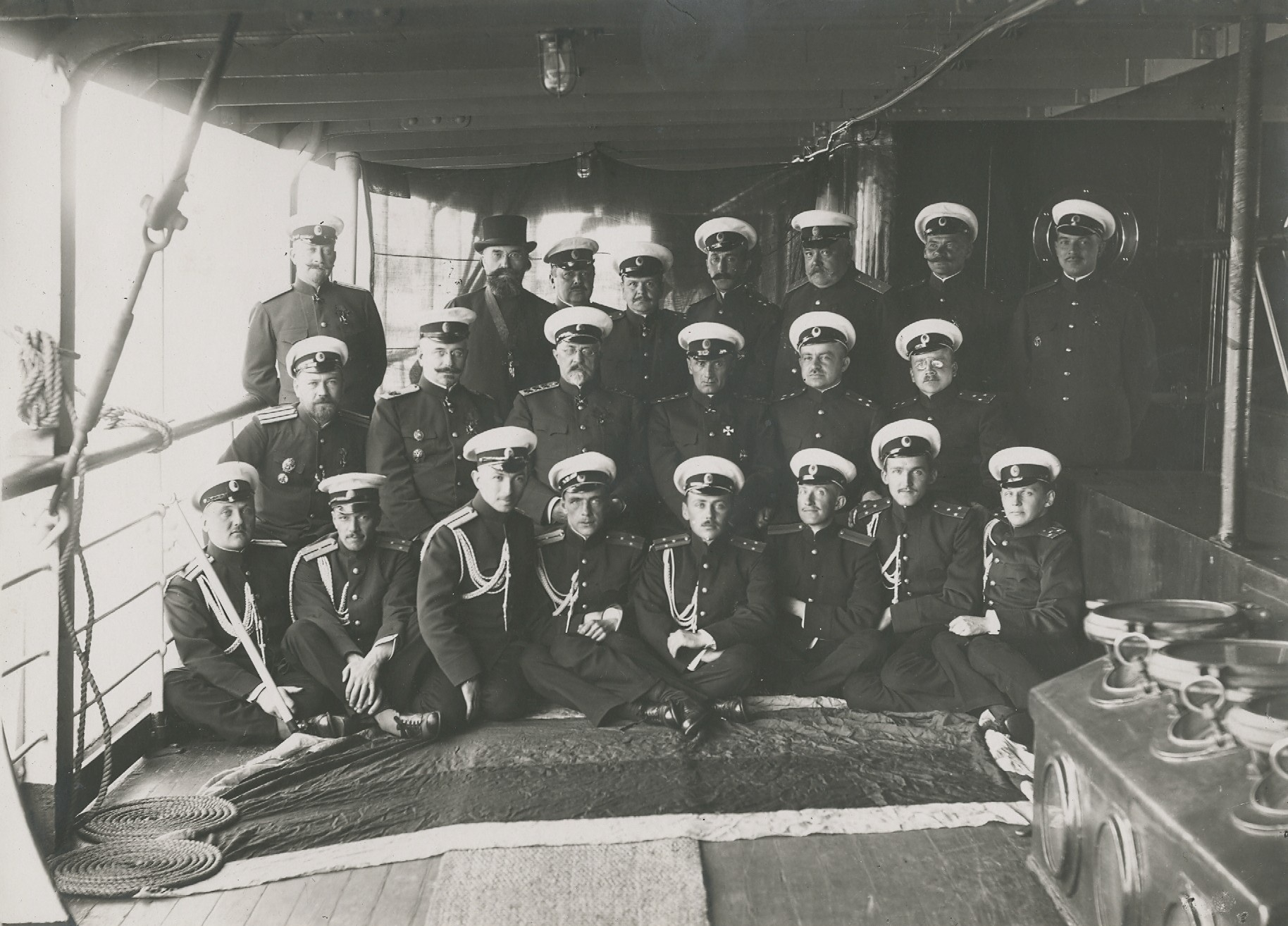
Almirante Kanin y sus oficiales en 1916.

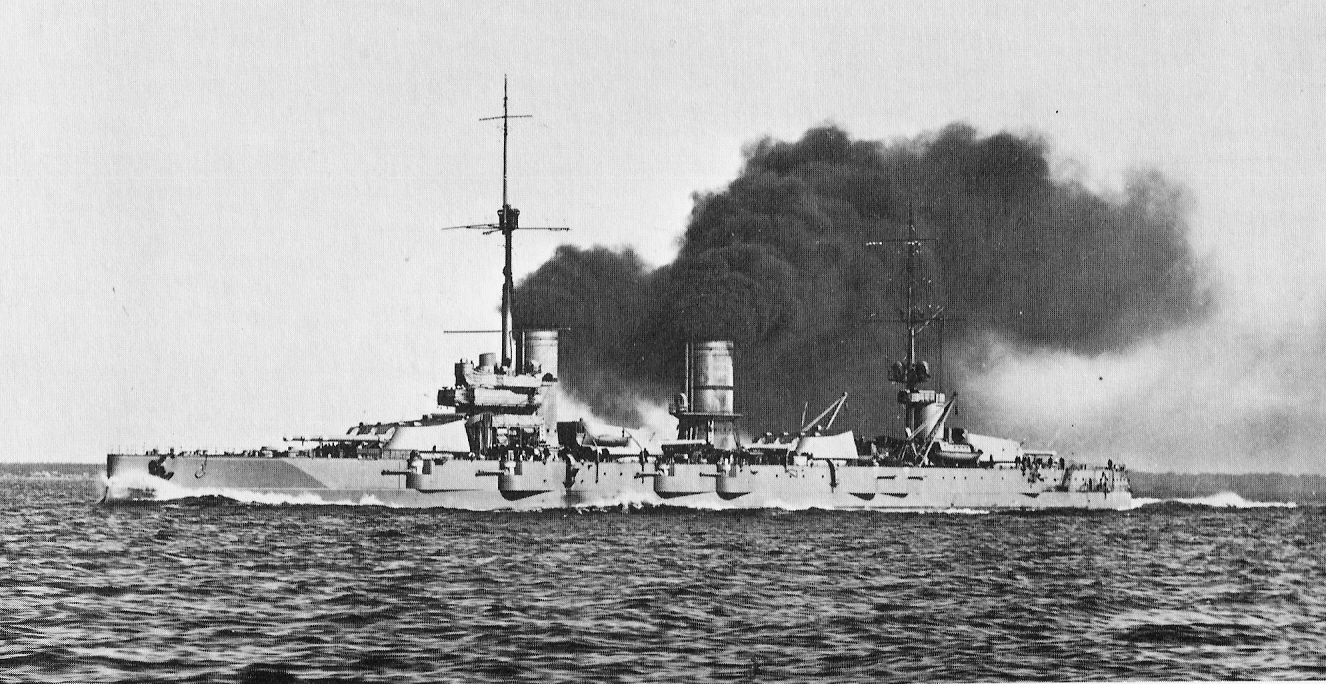
El dreadnought Poltava de la Flota del Báltico en 1916.

En el mar Báltico, los principales combatientes fueron Alemania y Rusia, con algunos submarinos británicos navegando a través del Kattegat para apoyar a los rusos, inclusive el E9 al mando de Max Horton. Siendo la flota alemana más grande y moderna (varios barcos de la Hochseeflotte podían ser fácilmente desplegados en el Báltico a través del Canal de Kiel cuando el mar del Norte estaba en calma), los rusos jugaron un papel principalmente defensivo, a lo sumo instalando campos de minas ofensivos y atacando convoyes entre Alemania y Suecia. Los submarinos rusos y británicos atacaron los barcos alemanes que navegaban entre Suecia y Alemania.
Debido al gran minado ofensivo y defensivo por parte de ambos bandos, las flotas tuvieron un papel limitado en el Frente Oriental. Los alemanes efectuaron grandes ataques navales en el golfo de Riga, sin éxito en agosto de 1915 y exitoso en octubre de 1917, cuando ocuparon las islas en el golfo (Operación Albión) y dañaron a los barcos rusos que zarpaban de Riga (Batalla del Estrecho de Muhu), que había sido recientemente capturada por Alemania.
Para marzo de 1918, la Revolución de Octubre y el Tratado de Brest-Litovsk dejaron a los alemanes como dueños del Báltico y las flotas alemanas transportaron tropas para apoyar a la recientemente independiente Finlandia y ocupar buena parte de Rusia, solamente deteniéndose cuando fueron derrotados en el Frente Occidental. Los rusos evacuaron en marzo de 1918 a la Flota del Báltico desde Helsinki y Tallin a Kronstadt, durante el Crucero del hielo de la Flota del Báltico.

### Mar Negro

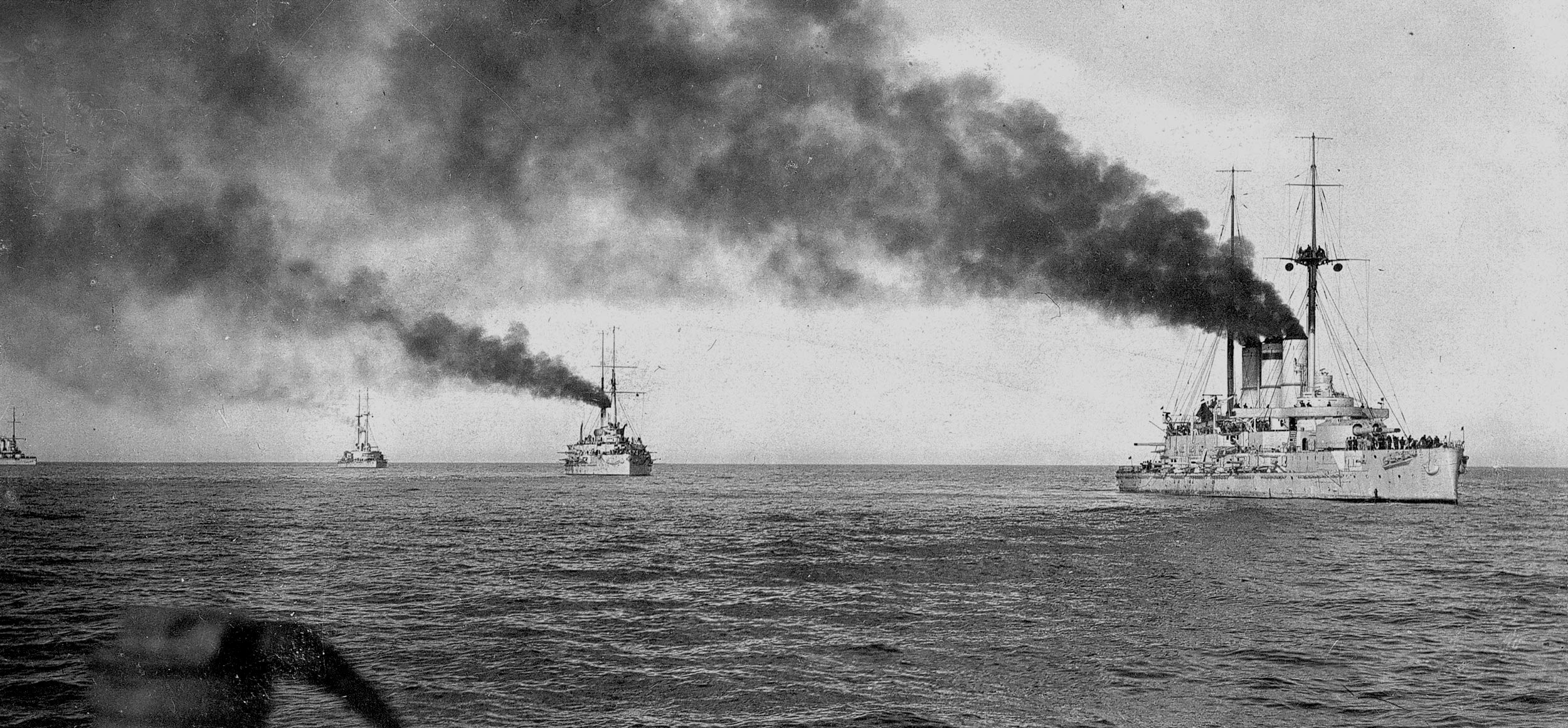
Brigada de acorazados de la Flota del Mar Negro en línea, encabezados por el Ioann Zlatoust.

El mar Negro formaba parte del Imperio ruso y el Imperio otomano, pero la flota rusa dominaba el mar. Esta gran flota tenía su base en Sebastopol y estuvo bajo el mando de dos experimentados almirantes: Andrei Eberhardt y Aleksandr Kolchak (que tomó el mando en 1916).
La guerra en el mar Negro empezó cuando la flota otomana bombardeó varias ciudades rusas en octubre de 1914. Los barcos más avanzados de la flota otomana apenas eran dos barcos alemanes: el crucero de batalla SMS Goeben y el crucero ligero SMS Breslau, ambos bajo el mando del Almirante Wilhelm Souchon. El Goeben fue dañado por lo menos en cuatro ocasiones distintas y habitualmente era perseguido hasta su puerto por la superior Armada Imperial Rusa. Para fines de 1915, la flota rusa casi tenía el completo control del mar.
La Flota del Mar Negro fue principalmente empleada para apoyar al General Yudénich en su Campaña del Cáucaso. Por ejemplo, en agosto de 1915, un submarino y dos destructores rusos atacaron un convoy turco de cuatro transportes de tropas escoltados por un crucero y dos destructores. Los barcos rusos hundieron a los cuatro transportes sin tener bajas. Más tarde, durante el verano de 1916, se le ordenó al Ejército otomano bajo el mando de Wehib Pasha retomar Trebisonda. Las fuerzas otomanas trataron de marchar a lo largo de la costa en junio, pero la flota rusa fue capaz de reducir la velocidad de su avance a un arrastre al emplear sus cañones para acosar a las tropas en marcha y destruir sus columnas de suministros. Eventualmente, el Ejército otomano se rindió y se retiró.
Luego que el Almirante Kolchak tomara el mando (agosto de 1916), la flota rusa minó la salida del Bósforo, evitando que casi todos los barcos otomanos entren al mar Negro. Posteriormente en el mismo año, también fueron minadas las entradas al puerto de Varna. La pérdida más grande que tuvo la Flota del Mar Negro fue la destrucción del moderno dreadnought Imperatritsa Mariya, que estalló en Sebastopol el 17 de octubre de 1916, apenas un año después de ser comisionado. El hundimiento del Imperatritsa Mariya nunca fue totalmente esclarecido; pudo tratarse de un sabotaje o un accidente.

## Revolución y Guerra Civil

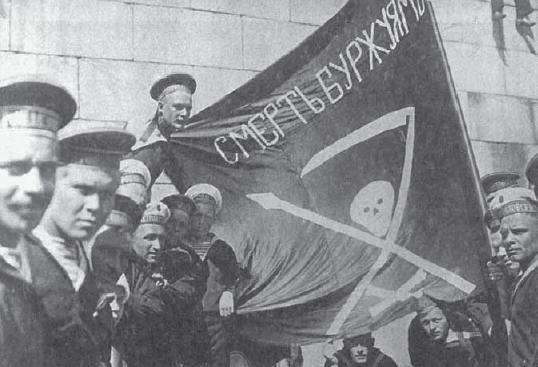
Marineros revolucionarios rusos del acorazado Petropavlovsk de la Armada Imperial Rusa en Helsinki durante el verano de 1917. La bandera lleva el texto "Muerte a los burgueses".

La Revolución de Octubre de 1917 y la consiguiente Guerra Civil Rusa devastaron a la Armada Imperial Rusa. Solamente la Flota del Báltico con base en Petrogrado quedó mayormente intacta, aunque fue atacada en 1919 por la Royal Navy durante la Campaña del Báltico. Las fuerzas extranjeras de intervención ocuparon las costas del Pacífico, el mar Negro y el Ártico. La mayoría de los buques de guerra sobrevivientes de la Flota del Mar Negro, con tripulaciones leales al Movimiento Blanco, pasaron a formar la Armada de Wrangel al mando de Piotr Wrangel y tras evacuar a las fuerzas Blancas y civiles de Crimea, fueron eventualmente internados en Bizerta, en el protectorado francés de Túnez. Los marineros rusos pelearon en ambos bandos durante este conflicto. Los marineros de la Flota del Báltico se rebelaron contra el áspero tratamiento de las autoridades soviéticas en la Rebelión de Kronstadt de 1921.
Los barcos sobrevivientes formaron el núcleo de la Armada Soviética cuando fue establecida en 1918, aunque los remanentes de la Flota de Wrangel nunca regresaron a Rusia.

## Rangos de la Armada Imperial Rusa
Véase también: Historia de los rangos militares rusos

A partir de la segunda mitad del siglo XIX, los rangos de la Armada Imperial Rusa fueron divididos según especialidad y rama.

### Marinería
Marineros y suboficiales
- Marinero
- Primer Marinero
- Navegante
- Contramaestre de Tercera Clase (Tercer Oficial de cubierta)
- Contramaestre de Segunda Clase (Segundo Oficial de cubierta)
- Contramaestre de Primera Clase (Condestable)
- Contramaestre Mayor

Oficiales
- Guardiamarina (1827-1884)
- Alférez de fragata
- Secretario de navío (hasta 1834), Subteniente (1834-1884)
- Teniente de navío (antiguamente Teniente segundo; 1724-1884)
- Teniente primero (a partir de 1907)
- Capitán teniente (antiguamente Capitán tercero hasta 1730)
- Capitán segundo
- Capitán de navío
- Capitán-Comodoro (hasta 1764 y entre 1724-1884; Capitán-Brigadier entre 1764-1798)
- Contraalmirante
- Vicealmirante
- Almirante
- Almirante general

### Infantería Navaly personal de tierra
Los rangos de estas tropas imitaban a los del Ejército Imperial Ruso desde Soldado a General, aunque se distinguían de aquellos.
Marinos y suboficiales
- Marino raso, Infante de Marina
- Gefreiter de Marina
- Suboficial segundo de Marina (antiguamente Cabo de Marina)
- Suboficial primero de Marina
- Feldwebel de Marina (antiguamente Sargento de Marina)
- Alférez segundo de Marina
- Alférez primero de Marina (a partir de 1884)

Oficiales
- Alférez del Almirantazgo
- Subteniente del Almirantazgo
- Teniente del Almirantazgo
- Capitán teniente del Almirantazgo
- Stabskapitän del Almirantazgo
- Capitán del Almirantazgo
- Mayor segundo del Almirantazgo
- Mayor primero del Almirantazgo
- Mayor del Almirantazgo
- Teniente coronel del Almirantazgo
- Coronel del Almirantazgo
- Brigadier del Almirantazgo (hasta 1798)
- Mayor general de la Flota
- Teniente general de la Flota
- General de la Flota

### Ingenieros
Hasta 1905, el Cuerpo Naval de Ingenieros Mecánicos y el Cuerpo de Ingenieros de la Flota tenían rangos singulares. Ambos pasaron a emplear rangos terrestres ese año y en 1912, el segundo nuevamente volvió a emplear rangos navales.